# Sartor respectus
Sartor respectus är en fiskart som beskrevs av Myers och Carvalho, 1959. Sartor respectus ingår i släktet Sartor och familjen Anostomidae. Inga underarter finns listade i Catalogue of Life.